# Roberto Sagastume Pinto
Roberto Obdulio Sagastume Pinto, né le 24 novembre 1944 à Esquipulas et mort le 1er décembre 2014 dans la même ville, est un enseignant, un entrepreneur et un homme politique guatemaltèque.

## Biographie
Diplômé de l'Université de San Carlos, il enseigne à l'Institut esquipultèque de sciences commerciales. Il fonde le Collège catholique San Benito et l'Institut nocturne basique esquipultèque. Propriétaire de terres agricoles, il se consacre aussi à la culture du café.

### Politique
Après avoir été maire d'Esquipulas en 1985-1986, puis à nouveau de 1996 à 2000, il est nommé gouverneur du département de Chiquimula (2001-2003).
Il meurt dans un accident de voiture.